# 塩川賢三
塩川 賢三（しおかわ けんぞう、1870年4月5日（明治3年3月5日） - 没年不明）は、日本の実業家。深志倉庫社長。六十三銀行常務取締役。軽井沢ホテル、東西商事各取締役。佐久貯蓄銀行監査役。族籍は長野県平民。

## 人物
長野県平民・塩川仁助の二男。塩川幸太の弟。塩川三四郎の兄。後分家して一家を創立する。銀行会社の重役である。住所は長野県北佐久郡三岡村（現小諸市）。

## 家族・親族
塩川家
- 妻・なか（1871年 - ?、長野、小山善次郎[1][3]、あるいは小山善治郎の長女[6]）
- 長男[3]
- 三男[3]
- 長女[3]
- 二女・ゆき（1896年 - ?、判事、高野誠三の妻）[3]
- 四女[2]

親戚
- 兄・塩川幸太（衆議院議員）[3][6]
- 弟・塩川三四郎[1]（北海道拓殖銀行副頭取）